# Noach Pryłucki
Noach (Nojach) Pryłucki, né le 1er octobre 1882 à Berdichev et décédé le 12 aout 1941 à  Vilnius, est un homme politique polonais, membre du parti juif Folkspartei. Il est aussi un linguiste yiddishisant, un philologue, un avocat et un érudit de grand renom,,,. Pryłucki en tant qu'avocat respecté était considéré comme ayant eu le leadership sur les différents groupements, associations, clubs nationaux juifs épars (non-sionistes).

## Biographie

### Les jeunes années
Noah Pryłucki est né à Berdichev en Ukraine, alors partie de l'Empire russe, dans une famille de commerçants aisés, mais passe la plus grande partie de sa jeunesse à Krzemieniec. Sous la direction de son père, Tsevi, qui est actif dans le mouvement des Amants de Sion et dans la presse juive, il reçoit une éducation générale dans des écoles d'État russes, et une éducation juive à la maison. Encore adolescent, il commence à écrire pour des périodiques juifs de langue hébraïque, yiddish et russe.
De 1902 à 1905, Pryłucki s'intéresse activement à la politique des minorités nationales dans l'Empire russe, tout en poursuivant des études de droit à l'Université de Varsovie, ce qui contribuera à son renvoi. Excellent orateur, il donne de nombreuses conférences pour le compte du parti socialiste sioniste Poale Zion. Pendant la révolution russe de 1905, il fomente l'agitation parmi les étudiants pour soutenir la demande d'une école nationale juive subventionnée par l'État avec le yiddish comme langue d'instruction.
De 1905 à 1907, tout en terminant ses études de droit à Saint-Pétersbourg, Pryłucki publie des textes littéraires, des feuilletons et des articles de journaux en hébreu et en russe. Il écrit aussi régulièrement des articles traitant spécifiquement des relations judéo-polonaises et du nationalisme juif pour la presse yiddish de Varsovie. En tant que premier critique régulier du théâtre yiddish dans l'Empire russe, Pryłucki adopte les standards de la critique théâtrale européenne, recherchant à élever le niveau artistique des acteurs ainsi que de l'audience.
D'après lui, le théâtre yiddish a du mal à se comparer au théâtre dans d'autres langues nationale européenne, car le sens juif de nationalité favorise l'hébreu par rapport au yiddish comme langue nationale, mais le problème, c'est que peu de Juifs à l'époque sont capables de comprendre l'hébreu en dehors d'un contexte religieux/liturgique.
En 1908, ses penchants sionistes évoluent vers un nationalisme juif dans la diaspora. Á la conférence de Czernowitz pour le yiddish, il soutient la reconnaissance du yiddish comme langue nationale du peuple juif.

### Son installation à Varsovie
Accompagné de sa femme la poétesse Paula Rozental, à qui il a dédié en 1908, un fin volume de poésie érotique intitulé Farn mizbeyekh (Avant l'autel), Pryłucki retourne en 1909 à Varsovie pour exercer le droit. Toujours actif en tant que journaliste, il publie des recueils de ses articles:  Natsionalizm un demokratizm (Nationalisme et démocratie) en 1907; Barg-aroyf (En montée) en 1917 et In Poyln (En Pologne) en 1921. En tant que conseiller littéraire, il publie en 1909 des œuvres de Joel Mastbaum, Yoshue Perle, Itshe Meyer Vaysenberg et d'autres dans des anthologies telles que Der yunger gayst (La jeune âme) et Goldene funken (Les étincelles d'or). Il dirige aussi un cercle de folklore et d'ethnographie juive qui compte parmi ses membres A. Almi, Shmuel Lehman, et Pinkhes Graubard, et qui produira deux œuvres majeures: Noyekh Prilutskis zamlbikher far yidishn folklor, filologye un kultur-geshikhte (Anthologie du folklore yiddish, de philologie et d'histoire culturelle de Noah Pryłucki) en deux volumes parus en 1912 et 1917, et  Yidishe folkslider (Chants folkloriques yiddish) en deux volumes, parus en 1911 et 1913. Ses œuvres sont les premiers recueils scientifiques de folklore entièrement imprimés en yiddish, en utilisant la transcription dialectale. Pryłucki est un des fondateurs du quotidien yiddish Der moment, pour lequel il écrit régulièrement des articles sur la politique ou la culture.
Pendant la Première Guerre mondiale, Pryłucki est actif dans le mouvement pour l'école laïque en yiddish, et est un des fondateurs du Folkspartei, le parti nationaliste de la diaspora juive. Ses discours devant le conseil municipal de Varsovie sont publiés en polonais en 1920: Mowy, et en yiddish en 1922: Noyekh Prilutskis redes in varshever shtot-rat (Discours de Noah Pryłucki devant le conseil municipal de Varsovie).
Élu au Sejm (Diète polonaise) aux premières élections législatives en Pologne indépendante en 1919, il défend énergiquement le droit à l'égalité des Juifs ainsi qu'à l'autonomie culturelle nationale. Ses activités lui font gagner l'animosité des deux partis juifs rivaux, avec lesquels il refuse souvent de coopérer, ainsi que de la droite polonaise, qui vont conspirer ensemble en 1921 pour le priver de son mandat car il n'a toujours pas officiellement la nationalité polonaise. Après sa visite aux États-Unis en 1921 pour recueillir des fonds pour les victimes des pogroms, il est réélu au Sejm en 1922. Son activité politique décline après une scission de son parti en 1926 et il se consacre de plus en plus à la littérature yiddish ancienne et à la dialectologie.

### Fuite vers Vilnius et mort
En septembre 1939, lors de l'invasion de la Pologne par l'Allemagne nazie, Pryłucki s'enfuit de Varsovie et trouve refuge en Lituanie. Celle-ci est bientôt occupée par l'Armée rouge qui envahit la Pologne le 17 septembre 1939. Pendant l'occupation soviétique, il est nommé premier président de la chaire de culture et de langue yiddish à l'Université de Vilnius en octobre 1940. Avec le soutien des soviétiques, Il publie ses conférences sur la phonétique Yidishe fonetik et les résultats de ses recherches sur l'histoire du théâtre yiddish. En janvier 1941, il remplace Max Weinreich, qui a fui aux États-Unis, comme administrateur du YIVO, l'Institut scientifique juif.
En juin 1941, peu de temps après l'attaque de l'Allemagne contre l'Union soviétique, Pryłucki est arrêté par la Gestapo et contraint de dresser la liste des incunables se trouvant dans la bibliothèque Strashun de Vilnius. Il est assassiné par ses geôliers le 18 aout 1941,.
Ses archives sont considérées comme perdues ou détruites.

## Contribution à l'étude du yiddish
Les contributions de Pryłucki à la recherche linguistique yiddish consistent à avoir jeté les bases de la classification des différents dialectes yiddish, à avoir cherché à rendre l'orthographe du yiddish plus phonétique et d'avoir travaillé à la standardisation de la grammaire et de la prononciation. Ses recherches précipitamment publiées et idiosyncratiquement éditées, fournissent un volumineux ensemble de matériaux bruts à analyser, plus particulièrement sur le yiddish polonais.
En 1924, il participe au lancement du journal Yidishe filologye qu'il coédite. En tant que membre de la section philologique et administrateur du YIVO, il contribue activement à sa publication et édite en 1938-1939 son journal pour la standardisation de la langue yiddish Yidish far ale (Yiddish pour tous)  